# Richelieu (nave da battaglia 1939)
La Richelieu fu una nave da battaglia della Marine nationale, prima unità dell'omonima classe. 

## Caratteristiche tecniche
Rappresentava un tipo di corazzata innovativa, con cannoni da 380 mm posizionati tutti a prua, oltre a una artiglieria di importanza minore posizionata a poppa; poteva raggiungere facilmente i 25 nodi, fino ad arrivare ai 30. La sua architettura era in parte ispirata dagli incrociatori da battaglia britannici, come l'HMS Hood e il HMS Repulse.

## Storia
La costruzione della Richelieu iniziò nel 1935 e venne varata il 17 gennaio 1939. Con l'avvicinarsi della guerra contro la Germania, si cercò di accelerare i lavori per renderla operativa entro l'aprile 1940. La nave venne però completata solo il 15 giugno 1940, pochi giorni prima della vittoria tedesca nella Campagna di Francia.

### Impiego operativo
Dopo la resa, la Richelieu fuggì nell'Africa Occidentale Francese, a Dakar. L'8 luglio 1940 venne attaccata da aerosiluranti Swordfish, partiti dalla portaerei britannica HMS Hermes, mentre a settembre prese parte alla battaglia di Dakar.
Sebbene danneggiata in entrambi gli scontri, riuscì a respingere gli inglesi, che volevano distruggerla per evitare che cadesse nelle mani dei tedeschi. La Richelieu venne poi lentamente riparata e consegnata alle forze della Francia Libera dopo l'invasione alleata del Nord Africa nel novembre 1942. 
Nel 1943 venne inviata a New York per essere ammodernata: vennero aggiunti altri cannoni antiaerei, un nuovo sistema di radiolocalizzazione e nuovi cannoni principali capaci di sparare i proiettili britannici da 381 mm. 
Dalla primavera del 1944 combatté schierata nella Eastern Fleet, contro i giapponesi nell'Oceano Indiano. 
Nel maggio 1945 partecipò alla battaglia dello stretto di Malacca, anche se era troppo lontana per ingaggiare le forze nemiche.
La Richelieu fece parte della forza che liberò Singapore, poi operò per il resto della guerra in Indocina come parte dello sforzo per ripristinare il dominio coloniale francese. 
Quando tornò in Francia nel dicembre 1945, era la più grande corazzata europea ad essere sopravvissuta alla guerra e fu nuovamente modernizzata nel 1946. 
La nave rimase l'ammiraglia della flotta francese nel Mediterraneo fino al 1956, dopodiché fu messa in riserva e utilizzata come caserma fino al 1967. Nel 1968 fu venduta per essere demolita e smantellata a La Spezia, i lavori si conclusero nel 1969.